# Torra göl
Torra göl är en sjö i Oskarshamns kommun i Småland och ingår i Virån-Emåns kustområde.